# بولاوا

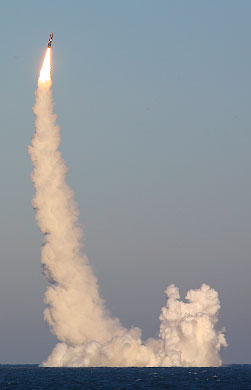
بولاوا

آر اس ام بولاوا ((به روسی: Булава); به زبان روسی گرز)که با کد اِس اِس ایکس در غرب شناخته می‌شود، یکی از پیچیده‌ترین موشک‌های قاره پیمای بالستیک روسیه است. این موشک‌ها روی زیردریایی‌های استراتژیک روسیه نصب هستند.